# Benedictines de la Mare de Déu del Calvari
Les Benedictines de la Mare de Déu del Calvari són religioses de vots solemnes, monges d'una congregació monàstica benedictina fundada a Poitiers el 1617. També anomenades Filles del Calvari, viuen en monestirs autònoms i posposen al seu nom les sigles O.S.B.

## Història
La congregació fou fundada per Antonieta d'Orléans-Longueville (1572-1618), cosina en segon grau del rei Enric IV de França. Dama de la cort i de la reina Caterina de Mèdici, en quedar vídua del duc de Retz en 1596, decidí de fer-se religiosa i ingressà a un monestir de monges fulienques de Tolosa. Coadjutora de l'abadia de Fontevraud, en 1611 marxà al monestir de Lencloître, també de l'Orde de Fontevrault.
Entrà en contacte amb el frare caputxí Josep de París (que era François Leclerc du Tremblay), i pensaren a fer una reforma observant per restaurar el rigor primigeni de la Regla de Sant Benet en les comunitats femenines. El 25 d'octubre de 1617, amb el suport de Pau V, Antonieta i vint-i-quatre companyes van marxar de Lencloître i s'establiren a un nou monestir a Poitiers, el de Notre-Dame des Sept-Douleurs. El monestir es convertí en la casa mare d'una nova congregació benedictina, erigida canònicament en 1621 per Gregori XV i confirmada per Urbà VIII en 1637, que arribà a tenir a prop de vint monestirs. A petició de la reina Maria de Mèdici, la comunitat de Poitiers es traslladà a París, prop del Palau de Luxembourg. Altres monestirs foren: Notre-Dame du Calvaire d'Angers (1619), Sacré-Cœur de Lacapelle-Marival (1620), Nantes (1623), Loudun i Mayenne (1624), el segon monestir de París (1634), etc., fins a arribar al de Machecoul, obert el 1674.
La congregació fou suprimida durant la Revolució francesa, però fou restaurada per Lleó XII amb un breu de 14 de novembre de 1828. Per voluntat de Lleó XIII, les Filles del Calvari obriren un monestir a Jerusalem. Les noves constitucions de la congregació foren aprovades el 1962.

## Activitat i difusió
Les Filles del Calvari són monges de clausura, dedicades a la vida contemplativa. Viuen en monestirs autònoms, dirigits per una priora; els monestirs formen una congregació governada per una superiora general elegida per sis anys.
Al final de 2006 la congregació tenia 54 monges i novícies en quatre monestirs: Jerusalem, Angers, Bouzy-la-Forêt i Prailles.